# Escuela de cazadragones
Escuela de cazadragones (Dragon Slayers' Academy) es una serie de libros infantiles escrita por Kate McMullan e ilustrada por Bill Basso y Simone Frasca, compuesta por un total de 20 libros. En España han sido publicados por la editorial Montena con traducción a cargo de Esther Roig.

## Argumento
La serie narra las aventuras de Wiglaf de Pinwick y sus dos amigos, Erica von Royale y Angus du Pangus, cuando son educados en el arte de cazar dragones en la escuela DSA, dirigida por el codicioso tío de Angus. La academia tiene el lema "Goldius est goodius," y su escudo de armas presenta tres tarros de oro encima de un dragón muerto. La escuela sirve anguila en almuerzo, comida y cena.

## Personajes y lugares
- Wiglaf – El protagonista principal; un niño campesino de once años que tiene una docena de hermanos. Vive en Pinwick y es considerado raro porque le gusta leer, bañarse y cultivar coles. Apodado 'Wiggie', sabe hablar Cerdo-latino como su cerdo mascota. Él y Angus son los primeros en descubrir la identidad secreta de Erica.
- Erica "Eric" – Princesa Erica von Royale es la primera (secretamente) chica en la escuela cazadragones. A diferencia de las otras princesas no está interesada en los vestidos ni en los buenos modales. Asiste a la escuela bajo el nombre 'Erik el Terrible'.
- Angus – Angus de Pangus Es el sobrino de Mordred, y le hace de criado. Completa el trío de estudiantes rebeldes junto con Erica y Wiglaf.
- Janice - La primera chica no travestida de la escuela.
- Cazón – El cocinero, a quién le encanta cocinar anguila y un repugnante puding.
- Señora Lobelia – La hermana loca de Mordred.
- Prissius Pluck – Profesor de ciencias dragonianas. Escupe cuando pronuncia la "P".
- Wendell – Entrenador de caza de la escuela. Lleva peluquín.
- Zack – Un chico transportado desde el Nueva York de 1999 a tiempos medievales en el Libro 8.
- Fergus – El padre de Wiglaf  padre, es muy supersticioso y cuenta chistes malos.
- Molwena – La madre de Wiglaf, ha tenido doce hijos .
- Dudwin – El hermano menor de Wiglaf, tiene interés en los objetos mágicos.

### Dragones
- Gorzil – El dragón que aparece en el Libro 1, cuya debilidad son los chistes malos.
- Gusano – Dragón mascota de Wiglaf a partir del Libro 9.
- Seetha – Dragona del Libro 2, cuya debilidad son los baños.
- Snagglefahng – El dragón del Libro 13.
- Grizzlegore – El dragón del Libro 16, quién es el dragón viviente más viejo.
- Burbujas – El dragón del Libro 18, que busca venganza por la muerte de su amigo.

## Colección

### Libros
1. El novato – Wiglaf llega a la escuela.
2. La venganza de la dragona – La madre de Gorzil llega para vengarse.
3. En busca del tesoro – Los amigos deben adentrarse en el bosque oscuro.
4. El candidato ideal – La Princesa Belcheena quiere encontrar su auténtico amor y el candidato es Wiglaf.
5. Una visita inesperada – Wiglaf encuentra un huevo de dragón y decide criarlo.
6. ¡Socorro!, padres a la vista – Los padres de los alumnos visitan la escuela.
7. Un hechizo de pacotilla – Un mago transforma a los chicos en dragones.
8. El fantasma Piedramazmorra – Wiglaf y Angus liberan a un fantasma de las mazmorras de la escuela.